# Standard-Borel-Raum
In der Maßtheorie, einem Teilgebiet der Mathematik, sind Standard-Borel-Räume eine sehr allgemeine Klasse von Maßräumen.

## Definition
Ein Messraum {\displaystyle (\Omega ,{\mathcal {A}})} ist ein Standard-Borel-Raum, wenn er isomorph zu einem polnischen Raum mit seiner borelschen σ-Algebra ist.  

## Klassifikation
Standard-Borel-Räume werden durch ihre Kardinalität klassifiziert. Insbesondere ist jeder überabzählbare Standard-Borel-Raum isomorph zu den reellen Zahlen mit ihrer borelschen σ-Algebra.

## Eigenschaften
- Wenn es auf einem Raum {\displaystyle X} zwei σ-Algebren {\displaystyle {\mathcal {A}}\subset {\mathcal {B}}} gibt, für die {\displaystyle (X,{\mathcal {A}}),(X,{\mathcal {B}})} Standard-Borel-Räume sind, dann ist {\displaystyle {\mathcal {A}}={\mathcal {B}}}.
- Zu jeder bijektiven messbaren Abbildung zwischen Standard-Borel-Räumen ist auch die Umkehrabbildung messbar.
- Eine Abbildung zwischen Standard-Borel-Räumen ist genau dann messbar, wenn ihr Graph eine messbare Teilmenge des Produktraumes ist.
- Die Vervollständigung eines mit einem Wahrscheinlichkeitsmaß versehenen Standard-Borel-Raumes ist ein Standard-Wahrscheinlichkeitsraum.